# كريستيان ستيليني
كريستيان ستيليني (بالإيطالية: Cristian Stellini)‏ (مواليد 27 أبريل 1974 في كوجيونو - إيطاليا) لاعب كرة قدم إيطالي معتزل لعب لصالح نادي الدرجة الأولى باري الإيطالي بين سنوات 2007-2010 في مركز قلب الدفاع كما يجيد اللعب في مركز الظهير الأيسر. بدأ بالتدريب بعد اعتزاله في 2010 ويعمل حاليًا كمدرب مؤقت في توتنهام.